# ويليام توماس إليس
ويليام توماس إليس (بالإنجليزية: William Thomas Ellis)‏ هو محامي وسياسي أمريكي، ولد في 24 يوليو 1845 في مقاطعة دافييس في الولايات المتحدة، وتوفي في 8 يناير 1925 في أوينسبورو في الولايات المتحدة. حزبياً، نشط في الحزب الديمقراطي. وقد انتخب عضو مجلس النواب الأمريكي.